# Wladimir Milkowicz
Wladimir Milkowicz (* 27. August 1857 in Polańczyk; † 1920) war ein galizischer Geschichtsforscher.

## Leben
Wladimir Milkowicz, geboren am 27. August 1857 in Polanczyk in Galizien, studierte katholische Theologie in Lemberg, dann Geschichte und slawische Philologie in Czernowitz und Wien. Danach wurde er Mitglied des Instituts für österreichische Geschichtsforschung, habilitierte sich 1895 in Czernowitz für Geschichte des Mittelalters und der Neuzeit und wurde 1898 außerordentlicher Professor für osteuropäische Geschichte an der Universität Czernowitz. 1905 wurde er Ordinarius für die Geschichte Osteuropas ebenda, 1907 der erste Direktor des neugegründeten Landesarchivs. 1906 wurde er zum Konservator für Kunstdenkmäler für Czernowitz und die umliegenden Bezirke ernannt. Nach ausgedehnten Studienreisen in Österreich-Ungarn, Deutschland, Italien, Russland, Rumänien und Serbien veröffentlichte er zahlreiche Arbeiten über Geschichte, Kunstgeschichte und Chronologie. Er war außerdem Herausgeber der Monumenta Stauropigianae leopoliensis.
Er soll 1920 in der Sowjetukraine gestorben sein. Genaueres ist nicht bekannt.

## Werke
- Die Klöster in Krain. Studien zur Osterreichischen Monasteriologie, in: Archiv für österreichische Geschichte 74 (1889), S. 261
- Ein Taschenkalender aus dem Jahre 1415, resp. 1054, Wien 1890
- Studien zur polnisch-russischen Geschichte, Heft 1, Lemberg 1893
- Monumenta confraternitatis Stauropigianae leopoliensis, Band 1, Lemberg 1895–98
- Ein nordrussischer, auf Holz gemalter Kalender, Wien 1896
- Zwei Freskokalender in Woronetz und Suczawitza, Wien 1898
- Geschichte des serbokroatischen Stammes, Polens und Rußlands, im 5. Band von Hans Ferdinand Helmolts »Weltgeschichte«, Leipzig 1905